# Kaichou wa Maid-sama
Kaichou wa Maid-sama! (会長はメイド様! Kaichō wa Meido-sama!, "Hội trưởng là Nàng hầu gái!") là một shojo manga của tác giả Fujiwara Hiro. Bộ truyện được phát hành dài kì trên Lala, tạp chí shojo ra hàng tháng của nhà xuất bản Hakusensha. Hiện nay bộ truyện đã phát hành được 85 chương và 1 one short  "Yukiochimura ni Oujosama" ,đồng thời truyện đã được chuyển thể thành anime dài 27 tập,1 ova.

## Cốt truyện
Ayuzawa Misaki là Hội trưởng Hội học sinh trường cấp 3 Seika. Ngôi trường này vốn là một trường nam mới được trở thành một trường dành cho cả nam và nữ, bởi vậy nổi tiếng là nơi có những học sinh vô cùng quậy phá và vô cùng đáng sợ với nữ sinh. Bởi vậy Misaki luôn luôn nghiêm khắc, lạnh lùng và có phần bạo lực với mọi con trai trong trường, cộng thêm sự căm ghét sẵn có với con trai nói chung, nhằm bảo vệ những học sinh nữ chiếm số lượng rất nhỏ và luôn phải sống trong sợ hãi trong trường. Trong đó, Misaki đặc biệt không ưa Usui Takumi, hotboy nổi tiếng đẹp trai, học giỏi và thường xuyên làm cho các nữ sinh khác thất tình, đau khổ.
Một mặt khác trong cuộc sống của Misaki là việc làm thêm tại một Maid-cafe có tên "Maid-Latte". Misaki phải đi làm thêm để giúp đỡ mẹ khi mà bố Misaki đã bỏ đi để lại một khoản nợ lớn (nguyên nhân khiến Misaki ghét con trai). Trái với một chủ tịch bạo lực, "ác quỷ" như con trai toàn trường mệnh danh, Misa-chan ở Maid-Latte vô cùng dễ thương. Misaki vô cùng xấu hổ với công việc này. Ấy vậy mà, một ngày đẹp trời kia, Misaki lại bị bắt gặp trong bộ dạng Maid, mà người bắt gặp cô lại không ai khác chính là Usui. Từ khi thấy cô ở quán, Usui luôn khiến cô cảm thấy lo lắng khi ở trường rằng chuyện cô làm thêm ở đó sẽ bị lộ. Cô sợ rằng việc cô làm ở đó sẽ ảnh hưởng đến danh hiệu Hội trưởng Hội học sinh của cô.

## Nhân vậy
Ayuzawa Misaki
Usui Takumi
Shintani Hinata
Ayuzawa Suzana
Iragashi Tora